# Llista de directors de cinema angolesos
Els directors de cinema angolesos i les seves respectives pel·lícules són:
- Henrique Ruivo Alves. Va néixer el 1949 a Casablanca (Marroc). És traductor i actor. Va dirigir els films en portuguès: Eu sou eu era eu quero ser (1977), curtmetratge en; Pisioneiro politico (1977), curtmetratge; Rituais da entrada da circuncsao (1979), vídeo de ficció; Luimbi (1980), vídeo de ficció; Kyala Mukanga (1980), vídeo de ficció i Candonga (1982), migmetratge de ficció, que és una comèdia sobre el mercat negre.[1]
- Fernando Alvim. Va dirigir el documental de 20 minuts de duració Blending Emotions en el que debat sobre les conseqüències de la guerra amb els artistes Carlos Garaicoa de Cuba i Gavin Younge (Sud-àfrica).[1]
- Jorge Antonio. Va dirigir el llargmetratge de ficció en portuguès O miradouro da lua el 1992.[2]
- Mariano Bartolomeu. Va néixer el 1967 a Malange. Es va diplomar a l'Escola de Cine i de Televisió de l'Havana, Cuba. Fou director dels films: Un lugar limpio y bien iluminado, (1991) curtmetratge de ficció en espanyol sobre un boxejador a Cuba; el curtmetratge de ficció en portuguès Quem faz correr quim? i el documental en vídeo de 30 minuts en portuguès, Le soleil brille encore (1995) que tracta sobre la malària a la ciutat de Malange i el paper de l'ajuda humanitària internacional.[3]
- Raul Correia Mendes. Va néixer el 1949. Ha dirigit 10 films entre el 1972 i el 1982.[4]
- Carlos de Oliveira. Va néixer el 1955 a Luanda. Va dirigir els films: Construir Lutando (1977); Drama (1978), sobre la relació entre el cine i la literatura a través d'un poema d'Henrique Guerra; Terra (1978); Benguela (1978) i Pyiongyiang (1982).[5]
- Carlos de Sousa e Costa. Va néixer a Zucapa el 1943. Ha dirigit 17 films, la majoria documentals, entre el 1975 i el 1980.[6]
- Ruy Duarte de Carvalho. Director de cinema, autor d'obres literàries i poeta. Va néixer a Santarem (Portugal). Ha dirigit 22 films documentals i de ficció entre el 1975 i el 1989.[7]
- Orlando Fortunato de Oliveira. Va néixer el 1946 a Benguela. Va militar a favor de la independència d'Angola. Ha dirigit els films: Memoria de um dia (1982), documental de 60 minuts en portuguès en el que es reconstrueix una massacre perpetrada pels portuguesos als pobles d'Icolo i de Bemgo; San Pedro de Barra (1985), curtmetratge sobre l'època colonial d'Angola; Le ballon (1990) i Comboio de Cahoca (1999), llargmetratge en portuguès.[8]
- Zézé Gamboa. Va néixer el 1955 a Luanda. Va estudiar realització a París. Ha dirigit els films: Mopopio, le souffle de l'Angola (1991), documental musical en portuguès sobre la comunitat angolesa de Lisboa; Dissidence (1995), documental sobre la dissidència i l'exili angolès a l'estranger després de la independència; Mopiopio, sopro de Angola (1991) que fou premiat a festivals de cinema d'Ouagadougou (FESPACO) i de Milà; O heroi (1998); Burn by blue (1999); i O desassossego de pessoa (1999).[9]
- Oscar Gil. Va dirigir la pel·lícula Os agressoes sul-africanos de 1981.[10]
- Maria Joao Gonot. Ha dirigit el documental Rues de metier (1997) sobre la vida a Luanda i el llargmetratge de ficció Dans la ville vide (1997).[11]
- Jorge Gouveira. Ha dirigit el film en portuguès Fala tudo os que tenes no coracao de 1977.[12]
- Carlos Henriques. Va néixer el 1949 a Bié. És un fotògraf i director de cinema germà dels també cienastes Francisco i Victor. Ha dirigit 8 films entre el 1978 i el 1982.[13]
- Francisco Henriques. Va néixer el 1948 a Bié. És documentalista i ha dirigit els films: Ponto da situacao (1977), documental sobre l'ofensiva de la MPLA per a l'alliberació del país; O golpe (1977), documental sobre la temptativa de cop d'estat del 29 de maig de 1977; Nova vida (1980), documental sobre el dol popular després de la mort del líder de la revolució; Portugal de abril, Angola de novembre (1982); i Pamberi ne Zimbabwe (1981), documental sobre l'ascens al poder de Robert Mugabe a Zimbabwe.[13]
- Joao Emanuel Jardim (àlies Nana Jardim). Va néixer a Luanda el 1957. Ha dirigit els films: O leao da saudade (1978), documental sobre sobre la biografia de l'heroi Hoji Ya Henda; Zuela Marimba (1980); i el documental XI Festival da Juventude e Estudantes (1980).[14]
- Maria Joao Gonot. Ha dirigit el llargmetratge Dans la ville vide, de 1998.[15]
- Antonio Ole. Va néixer el 1951 a Luanda. És pintor, il·lustrador i director de documentals. Ha dirigit 7 documentals entre el 1975 i el 1982.[16]
- Asdrubal Rebelo da Silva. Va néixer el 1953 a Luanda. És director de televisió. Ha dirigit els documentals: Velhos tempos novos tempos (1976), sobre els joves del pobles de Kikala, Mazozo i Luaxino; A luta continua (1977); Nascidos na luta vivendo na vitoria, sobre el paper dels pioners de la lluita d'alliberació i el seu treball per a reconstruir Angola; O balao (1979); O filhos da rua (1980), sobre els nens orfes de Luanda; i Levanta voa e vamos (1986).[17]
- Denise Salazar. Ha dirigit el film en portuguès Marabu de 1984.[18]
- Mabele Sirencio. Ha dirigit el documental en portuguès Mopaya (1997) sobre la vida quotidiana dels congolesos.[19]
- Luandino Vieira. Ha dirigit el film en portuguès Volodia commandant du peuple del 1975.[20]